# Parydra imitans
Parydra imitans är en tvåvingeart som beskrevs av Friedrich Hermann Loew 1878. Parydra imitans ingår i släktet Parydra och familjen vattenflugor. Inga underarter finns listade i Catalogue of Life.